# Goodgame Studios
Goodgame Studios ist ein deutsches Spielesoftwareunternehmen mit Sitz in Hamburg, das sich auf die Entwicklung von Computerspielen für mobile Endgeräte und Webbrowser spezialisiert hat. Alle Spiele des Unternehmens basieren auf dem Free-to-play-Prinzip und sind dem Genre der Massively Multiplayer Online Games zugeordnet. Der Fokus liegt auf Aufbau- und Strategie-Titeln, die das Unternehmen weltweit vertreibt.

## Geschichte

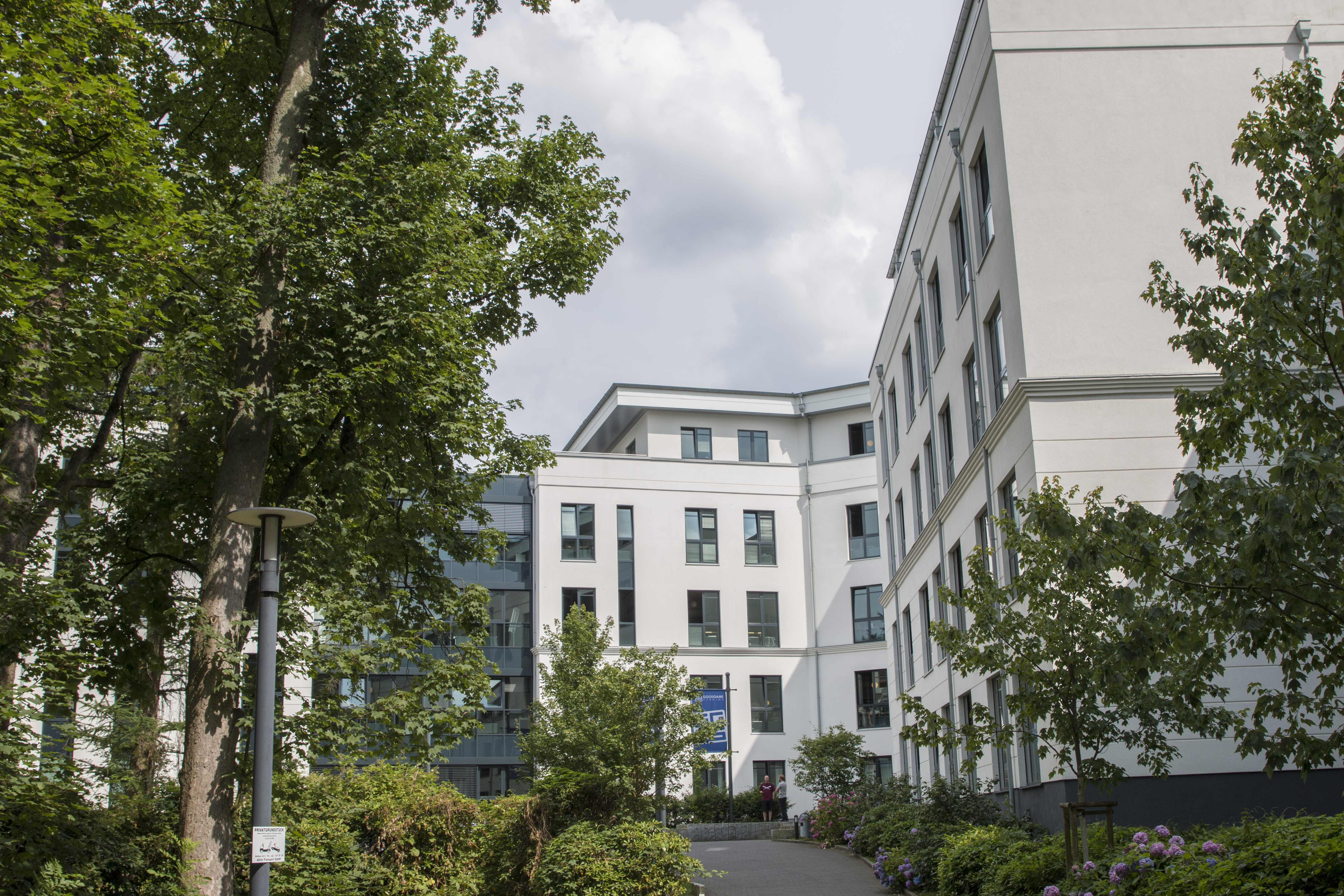
Hauptsitz Goodgame Studios in Hamburg

Goodgame Studios wurde im Juni 2009 unter dem Dach der Altigi GmbH von Nikolai Lücht, den Brüdern Christian und Kai Wawrzinek sowie Fabian Ritter gegründet. Bei seiner Gründung bestand die Belegschaft aus zwölf Mitarbeitern.
Im Juni 2010 wurde der Spieleentwickler spotsonfire GmbH samt Belegschaft übernommen. Im Rahmen der weltweiten Expansion eröffnete das Unternehmen im September 2013 seine ersten ausländischen Niederlassungen in Tokio und Seoul.
Als erstes Spiel wurde im Juli 2009 das Social Game Goodgame Poker veröffentlicht. Der mit mehr als 70 Millionen Nutzern bis dato erfolgreichste Titel ist das MMO-Aufbau- und Strategiespiel Goodgame Empire, das im August 2011 online ging. Mit dem Ableger Empire: Four Kingdoms veröffentlichte Goodgame Studios im Januar 2013 sein erstes Spiel für mobile Endgeräte. Zuletzt wurden das mobile Spiel Shadow Kings und die Browservariante Shadow Kings – Dark Ages im Juli 2014 veröffentlicht. Die Entwicklung war erstmals primär auf die mobile Anwendung ausgerichtet. Mittlerweile wurde die Weiterentwicklung des Spiels Shadow Kings eingestellt. In der Spitze beschäftigte das Unternehmen 1300 Mitarbeiter; Goodgame bezeichnete sich selbst als Deutschlands größtes Spieleunternehmen.
Es gelang der Firma in der Folge nicht, ein ähnlich erfolgreiches Produkt wie Goodgame Empire auf den Markt zu bringen. Wie bei allen Free-to-play-Anbietern setzte die Konkurrenz durch Spiele wie Hearthstone: Heroes of Warcraft und Pokémon Go dem Kerngeschäft zu, die Wachstumspläne wurden dazu als überambitioniert bezeichnet. Ab August 2016 wurde die Belegschaft von zu diesem Zeitpunkt 1100 Mitarbeitern zunächst auf 550 Mitarbeiter reduziert. Im gleichen Zug gaben die beiden Gründer Christian und Kai Wawrzinek die operative Leitung des Unternehmens an Maximilian Schneider ab, um sich wieder verstärkt der Produktentwicklung zu widmen. Anfang 2017 wurden weitere 200 Mitarbeiter entlassen, und die Wawrzinek-Brüder übernahmen erneut die Geschäftsleitung. Laut des Anfang 2018 veröffentlichten Geschäftsberichts brach der Umsatz 2016 um mehr als ein Viertel ein, von 188 Millionen Euro im Jahre 2015 auf 132 Millionen Euro, womit das Unternehmen nur noch knapp vor dem Mitbewerber InnoGames lag. Der erhöhte Wettbewerbsdruck, ein Rückgang der Spielerzahlen und enttäuschende Neuentwicklungen werden hierfür als Ursache gesehen.
Im Dezember 2017 fusionierte Goodgame Studios mit der Stillfront Group aus Stockholm, Schweden und wird somit an der Nasdaq First North gelistet.

## Produkte
Goodgame Studios hat sich auf die Entwicklung von Mobile- und Browser-Spielen spezialisiert. Alle Spiele des Unternehmens basieren auf dem Free-to-play-Prinzip. Das Unternehmen betreibt mehr als zehn Spiele in 25 Sprachen und hat über 270 Millionen registrierte Nutzer.
Auf der Gamescom 2014 kündigte Goodgame Studios an, Spieleprojekte für den Core-Gaming-Markt zu entwickeln. In Planung sind Spiele für den PC sowie mittelfristig auch für verschiedene Konsolensysteme. Die Spiele sollen ebenfalls auf dem Free-to-play-Prinzip beruhen.
Zu den Spielen mit den meisten registrierten Nutzern gehören Goodgame Empire sowie die mobile Adaption Empire: Four Kingdoms, Goodgame Big Farm und Goodgame Gangster.

### Aktuelle Spiele
| Einführung | Name                           | Genre            | Plattform(en)         |
| ---------- | ------------------------------ | ---------------- | --------------------- |
| 2009       | Goodgame Poker                 | Simulationsspiel | Browser               |
| 2010       | Goodgame Gangster              | Rollenspiel      | Browser               |
| 2011       | Goodgame Empire                | Strategiespiel   | Browser               |
| 2012       | Goodgame Big Farm              | Aufbauspiel      | Browser               |
| 2013       | Empire: Four Kingdoms          | Strategiespiel   | Android, iOS          |
| 2017       | Big Farm: Mobile Harvest       | Aufbauspiel      | Android, iOS, Windows |
| 2019       | Empire: World War III          | Strategiespiel   | Browser               |
| 2020       | Big Farm Story                 | Aufbauspiel      | Windows               |
| 2020       | Empire: Age of Knights         | Aufbauspiel      | Android, iOS          |
| 2021       | Bitlife                        | Simulationsspiel | Android, iOS          |
| 2021       | Home & Garden: Design Makeover | Puzzlespiel      | Android, iOS          |
| 2021       | War Alliance                   | Strategiespiel   | Android, iOS          |
| 2022       | Sunshine Island                | Aufbauspiel      | Android, iOS, Windows |

### Ehemalige Spiele
| Name                       | Genre          | Zeitraum  | Plattform(en)         | Quelle |
| -------------------------- | -------------- | --------- | --------------------- | ------ |
| Goodgame Café              | Aufbauspiel    | 2010–2016 | Browser               | [ 21 ] |
| Goodgame Disco             | Rollenspiel    | 2010–2016 | Browser               | [ 21 ] |
| Goodgame Farm Fever        | Aufbauspiel    | 2012      | Browser               |        |
| Goodgame Farmer            | Aufbauspiel    | 2010–2013 | Browser               |        |
| Goodgame Fashion           | Rollenspiel    | 2011–2016 | Browser               | [ 21 ] |
| Goodgame Galaxy            | Strategiespiel | 2012–2016 | Browser               | [ 21 ] |
| Goodgame Hercules          | Rollenspiel    | 2010–2012 | Browser               |        |
| Goodgame Heroes            | Rollenspiel    | 2011–2011 | Browser               |        |
| Goodgame Magic City        | Rollenspiel    | 2011–2012 | Browser               |        |
| Infernals - Heroes of Hell | Rollenspiel    | 2016–???? | Android, iOS          |        |
| Jump Jupiter               | Jump ’n’ Run   | 2010–2014 | Browser               |        |
| Legends of Honor           | Strategie      | 2016–2021 | Browser               |        |
| Shadow Kings               | Strategiespiel | 2014–???? | Android, Browser, iOS |        |
| Shadow Kings – Dark Ages   | Strategiespiel | 2014–???? | Browser               |        |

## Auszeichnungen
2011 wurden die Gründer von Goodgame Studios, Kai und Christian Wawrzinek, von den Wirtschaftsprüfern Ernst & Young Deutschland als Entrepreneur des Jahres in der Kategorie Start-up ausgezeichnet. Das Red Herring Magazin hatte Goodgame Studios 2012 für die Finalrunde des Red Herring 100 Europe Award nominiert. 2013 erhielt Goodgame Studios die Auszeichnung „MMO of the Year 2013“ in der Kategorie „Best Portal“. Im Jahr darauf wurde das Spielesoftwareunternehmen bei den European Games Award zum „Best European Studio 2014“ ausgezeichnet. Im November 2014 wurde der Entwickler mit dem Deloitte Technology Fast 50 Award als am schnellsten wachsendes Technologieunternehmen Deutschlands ausgezeichnet. Beim Deloitte Technology Fast 50 Award EMEA kam Goodgame Studios auf den fünften Rang.
Die von Goodgame Studios entwickelten Spiele wurden mit zahlreichen Branchenpreisen ausgezeichnet:
| Jahr | Veranstaltung             | Produkt               | Kategorie                       | Art         |
| ---- | ------------------------- | --------------------- | ------------------------------- | ----------- |
| 2014 | European Games Award      | Goodgame Empire       | Best European Browser Game      | Gewinn      |
| 2014 | European Games Award      | Empire: Four Kingdoms | Best European Mobile Game       | Gewinn      |
| 2013 | MMO of the Year           | Goodgame Big Farm     | Best Casual Browser MMO         | Gewinn      |
| 2013 | MMO of the Year           | Goodgame Empire       | Best Strategy Browser MMO       | Gewinn      |
| 2012 | MMO of the Year           | Goodgame Empire       | Best Casual Browser MMO         | Nominierung |
| 2012 | MMO of the Year           | Goodgame Fashion      | Best Casual Browser MMO         | Nominierung |
| 2012 | European Games Award      | Goodgame Empire       | Best European Browser Game      | Gewinn      |
| 2012 | BÄM! Award                | Goodgame Empire       | Bestes Online- oder Social-Game | Gewinn      |
| 2011 | Deutscher Entwicklerpreis | Goodgame Empire       | Bestes Browser Game             | Nominierung |
| 2011 | Deutscher Entwicklerpreis | Goodgame Empire       | Bestes Casual Game              | Nominierung |
| 2010 | Goldener Spatz            | Jump Jupiter          | Bestes Onlinespiel              | Gewinn      |
| 2009 | Browsergame of the Year   | Jump Jupiter          | Bestes Gameplay                 | Gewinn      |

## Kontroversen
Im November 2015 entließ das Unternehmen 28 Mitarbeiter, von denen sich einige für die Gründung eines Betriebsrates eingesetzt hatten. Die Firma ließ verlautbaren, dass die Kündigungen aus „betrieblichen Gründen“ erfolgt seien. Im Januar 2016 fand eine Abstimmung über die Gründung eines Betriebsrates statt, bei der 62,8 % gegen eine Betriebsratsgründung stimmten. Der Betriebsrat kam somit nicht zustande. Im Vorfeld der Betriebsversammlung bezeichnete Goodgame einen Betriebsrat als „veraltete[s] Instrument“ der Mitbestimmung. Medienberichten zufolge übte das Unternehmen schriftlich wie auch mündlich Druck auf die Mitarbeiter aus, um den Betriebsrat zu verhindern. Darüber hinaus seien die verbleibenden Mitarbeiter auch aufgrund der vergangenen Kündigungen eingeschüchtert gewesen. Das Unternehmen bestreitet jedoch, die Mitarbeiter in irgendeiner Form unter Druck gesetzt zu haben. Später wurde ein alternatives Mitbestimmungsgremium gegründet. Dieses biete den Mitarbeitern jedoch weitaus weniger Schutz als ein Betriebsrat. Der Politiker Heiko Hecht sprach von einer „[katastrophalen] Lage“ für die Mitarbeiter.
Die Entlassung mehrerer hundert Mitarbeiter ab August 2016 führte erneut zu einer Kontroverse. Goodgame informierte dabei einige seiner Mitarbeiter, dass diese nicht mit einer Entlassung zu rechnen hätten, während die übrige Belegschaft zunächst im Unklaren über die Weiterbeschäftigung gelassen wurde. Malte Mansholt kritisierte auf Stern.de, die betreffenden Mitarbeiter hingen in einer „Blase der Unwissenheit“, die „fast schlimmer [sei], als die Nachricht der Kündigungen an sich“. Der Hamburger Bürgerschaftsabgeordnete Hansjörg Schmidt warf Goodgame hierzu einen unwürdigen Umgang mit den Mitarbeitern vor.